# 希爾鎮區 (明尼蘇達州基特遜縣)
希爾鎮區（英語：Hill Township）是位於美國明尼蘇達州基特遜縣的一個行政鎮區。

## 歷史
希爾鎮區於1901年設立，得名自鐵路公司老闆詹姆斯·希爾（James Hill）。

## 地方資料
希爾鎮區的面積為83.81平方千米，當中陸地面積為83.10平方千米，而水域面積為0.71平方千米。根據2020年美國人口普查的數據，當地共有人口22人，而人口密度為每平方千米0.26人。